# Pedipalp

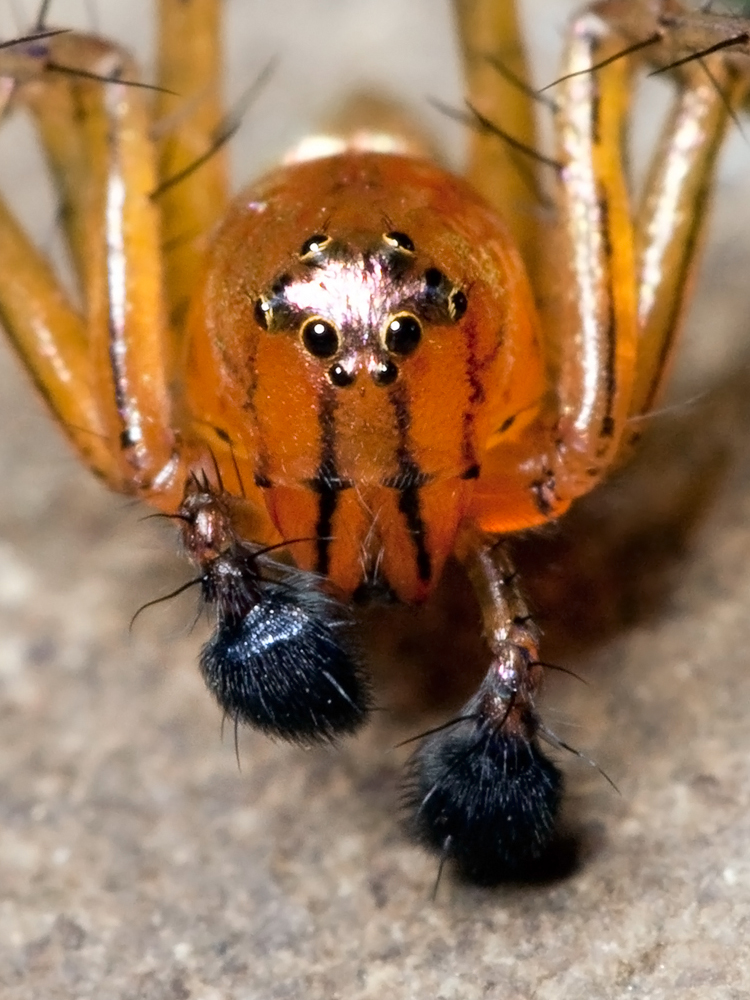
Pedipalpen bij een mannelijke lynxspin (Oxyopes salticus)

De pedipalpen (enkelvoud: pedipalp) of pedipalpi (enkelvoud: pedipalpus) zijn de tastorganen van spinachtigen. Bij mannetjesspinnen zijn dit ook de paringsorganen. Voor tangkakigen zijn de palpen van het mannetje bovendien een belangrijk determinatiekenmerk, in vele gevallen nodig om de spin binnen het geslacht op naam te kunnen brengen. Bij vrouwtjes wordt hiervoor naar de epigyne gekeken. 
De pedipalpen zijn gelede, wel wat op een poot gelijkende organen met 6 segmenten, genaamd (van het lichaam naar het uiteinde): coxa, trochanter, femur, patella, tibia en tarsus. De eindleden van mannelijke spinnenpedipalpen zijn complex van structuur en hebben een uitgebreide eigen anatomische nomenclatuur.
Aan de pedipalpen kan ook een leek gemakkelijk het geslacht van een willekeurige, volwassen spin vaststellen. Is het laatste pedipalpsegment niet verdikt dan gaat het om een vrouwtje. Is er een duidelijke knopvormige verdikking dan is het een mannetje. Bij onvolwassen exemplaren is bij de mannetjes het laatste pedipalpsegment wel meestal al dikker dan bij vrouwtjes.